# 富士吉田市歌
「富士吉田市歌」（ふじよしだしか）は、山梨県富士吉田市が制定した市歌である。作詞・大木惇夫、作曲・小松清。

## 解説
1951年（昭和26年）に南都留郡富士上吉田町、明見町および下吉田町の合併により成立した富士吉田市の市制5周年を記念して企画され、1957年（昭和32年）1月24日付で制定告示が行われたのち6月15日の市議会全員協議会で承認された。自治体歌の多くで採られる歌詞の懸賞募集は実施しておらず作詞は詩人の大木惇夫、作曲は東京大学教授の小松清にそれぞれ依頼され、その制定趣旨は「広く市民が共に歌える歌を作ろう」と言うものだった。例規集に登載された告示上の市歌制定日は「昭和32年1月24日」だが、1979年（昭和54年）刊の『富士吉田市史』年表では「1958年（昭和33年）7月15日」とされている。
富士吉田市役所では市歌の演奏機会について「市で開催する式典（市制祭記念式典）で歌われている」とする。富士吉田市に関連する市歌以外の楽曲としては都はるみと大下八郎の歌唱で日本コロムビアがレコードを製造した市民音頭「富士吉田音頭」（作詞：西條八十、作曲：古賀政男）および、1973年（昭和48年）に作成された市民愛唱歌「ここにはいつも富士がある」（作詞：岩谷時子、作曲：いずみたく）がある。